# Kristallvertikalaccent
Kristallvertikalaccent – obelisk wykonany ze szklanych paneli zlokalizowany w centrum stolicy Szwecji, Sztokholmu, na Placu Sergela. Stanowi jeden z symboli centrum miasta. 
Obiekt został ukończony w 1974. Waży 130 ton, ma 37,5 metra wysokości i składa się z 60.000 szklanych elementów. Jego projektantem był Edvin Öhrström.
Rzeźba zwyciężyła w konkursie na projekt dekoracji placu. Pierwotnie chciano, by była oświetlona od wewnątrz, jednak w momencie inauguracji nie było to możliwe. Oświetlenie według pierwotnego projektu Michaela Hallberta zrealizowano dopiero w związku z renowacją obiektu przeprowadzoną w 2017. Promienie zmieniają kolor, nawiązując do szwedzkich pór roku. Dzieło sztuki jest oświetlone czterema reflektorami o mocy 1800 W każdy, zamontowanymi wewnątrz. Źródłem światła są reflektory metalohalogenkowe. Temperatura barwowa wynosi 5600 K, współczynnik oddawania barw to Ra=90.

## Galeria

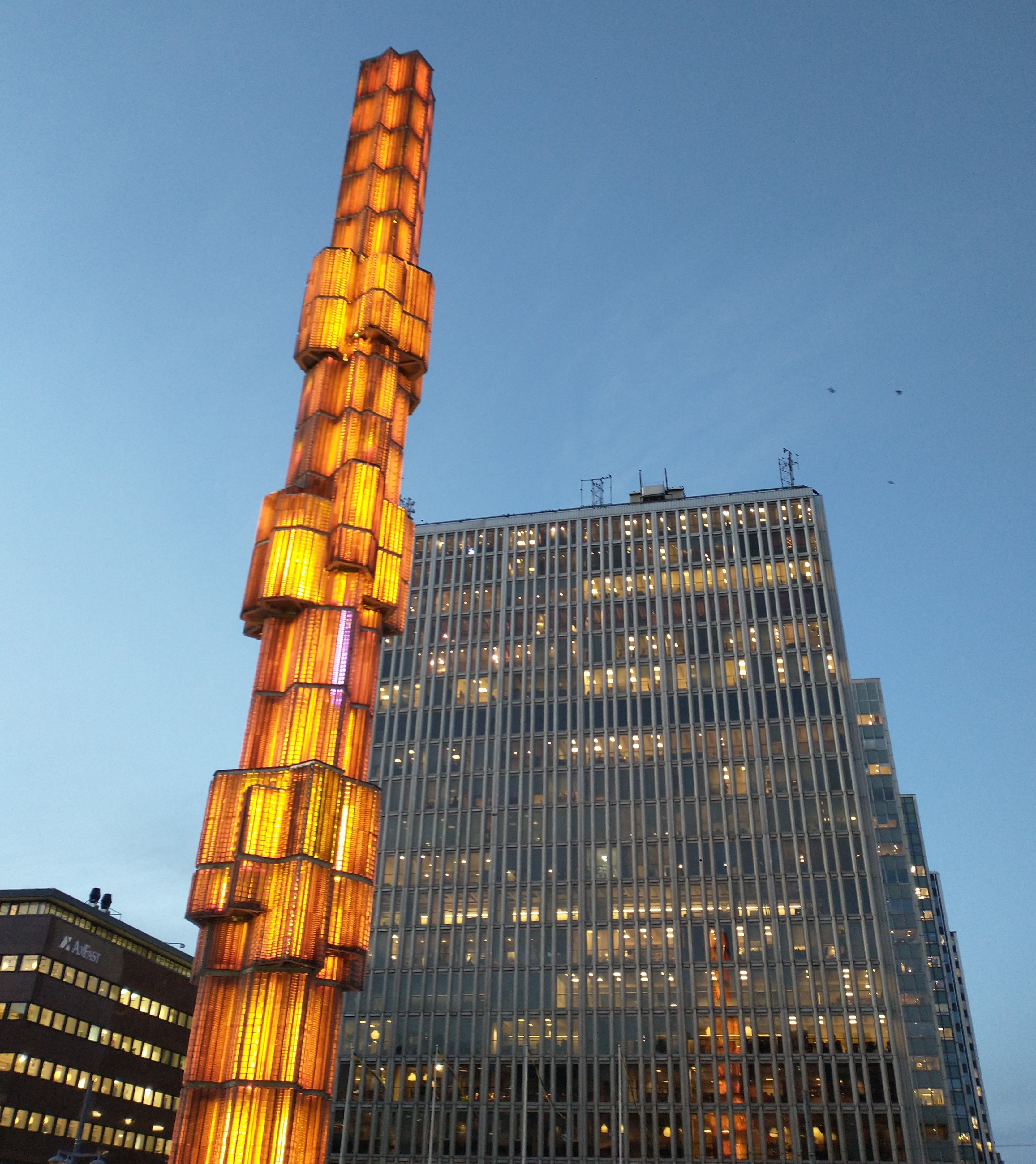
Widok o zmierzchu
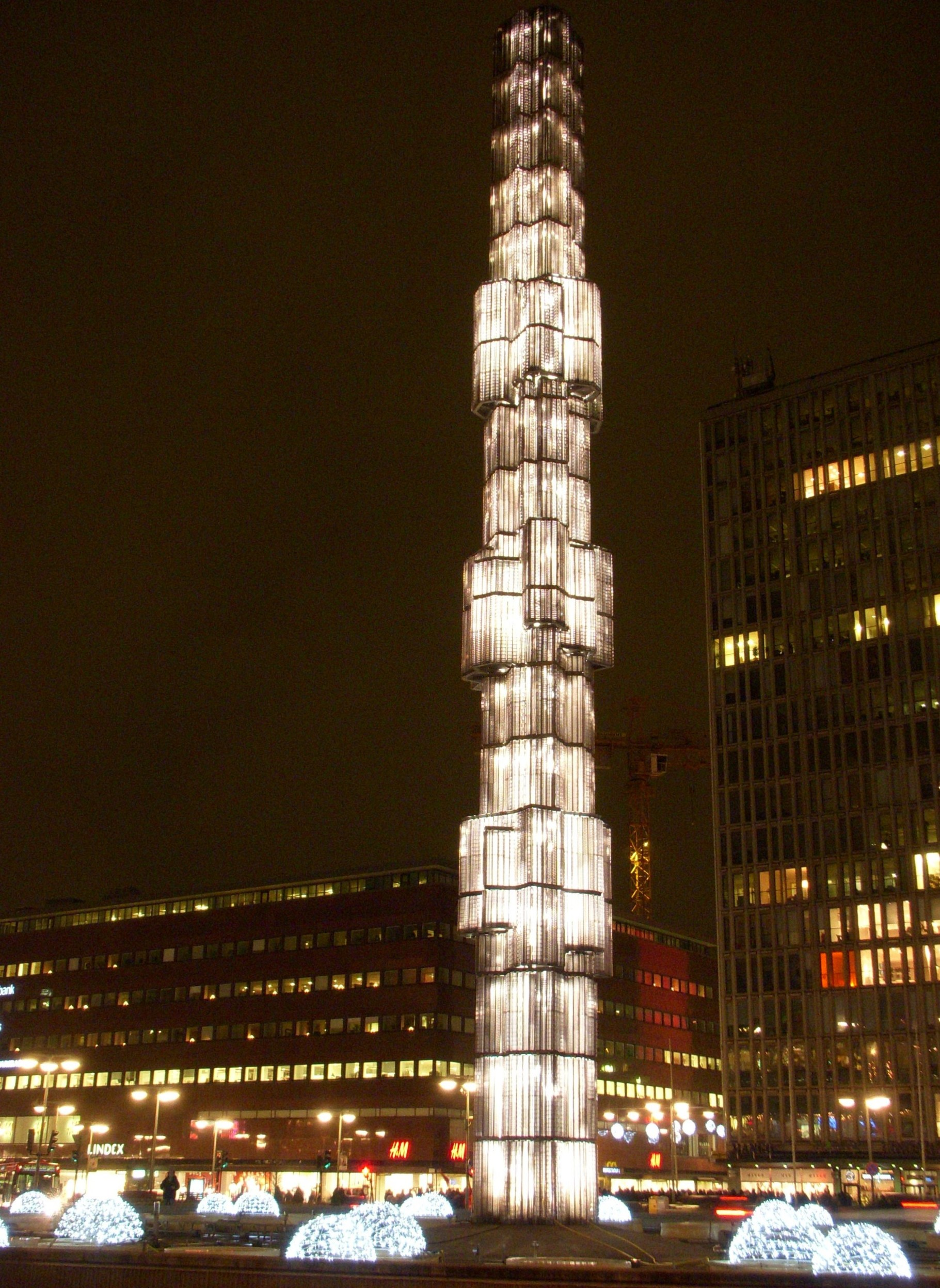
Widok nocny
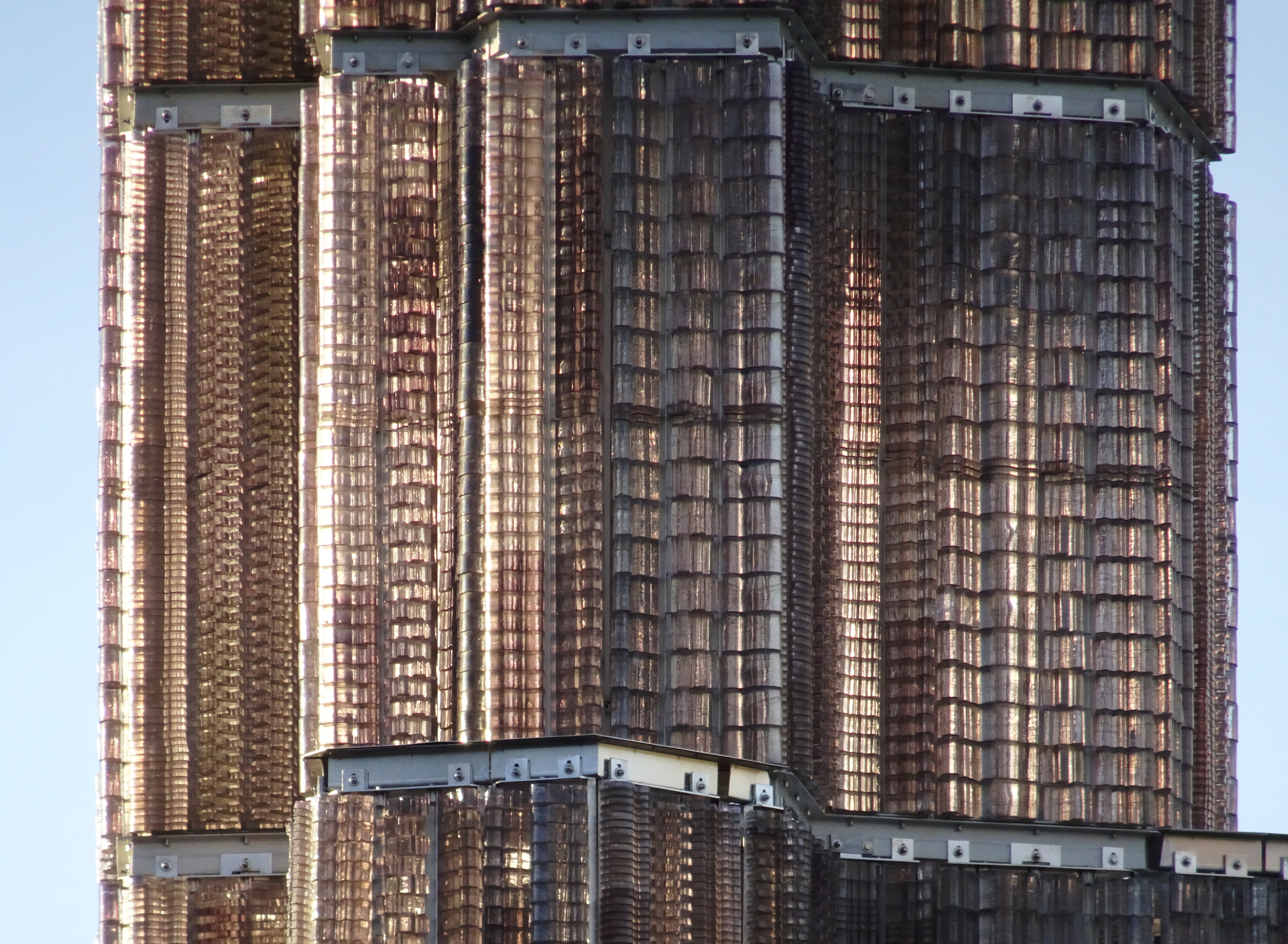
Detal